# バナナ共和国

バナナ共和国のイメージ画像(国旗)

バナナ共和国（バナナきょうわこく、英語: banana republic）とは、バナナなどの第一次産品の輸出に頼り、主にアメリカ合衆国などの外国資本によってコントロールされる政情不安定な小国を指す政治学上の用語。
特に、大多数の貧困労働者層と政治・経済・軍部を包括する少数の支配者層という社会の階層化による格差を拡大させる。この政治経済学的な寡頭政治体制はその国の第一次産業を支配するため、その国の経済を搾取することになると指摘される。

## 概要

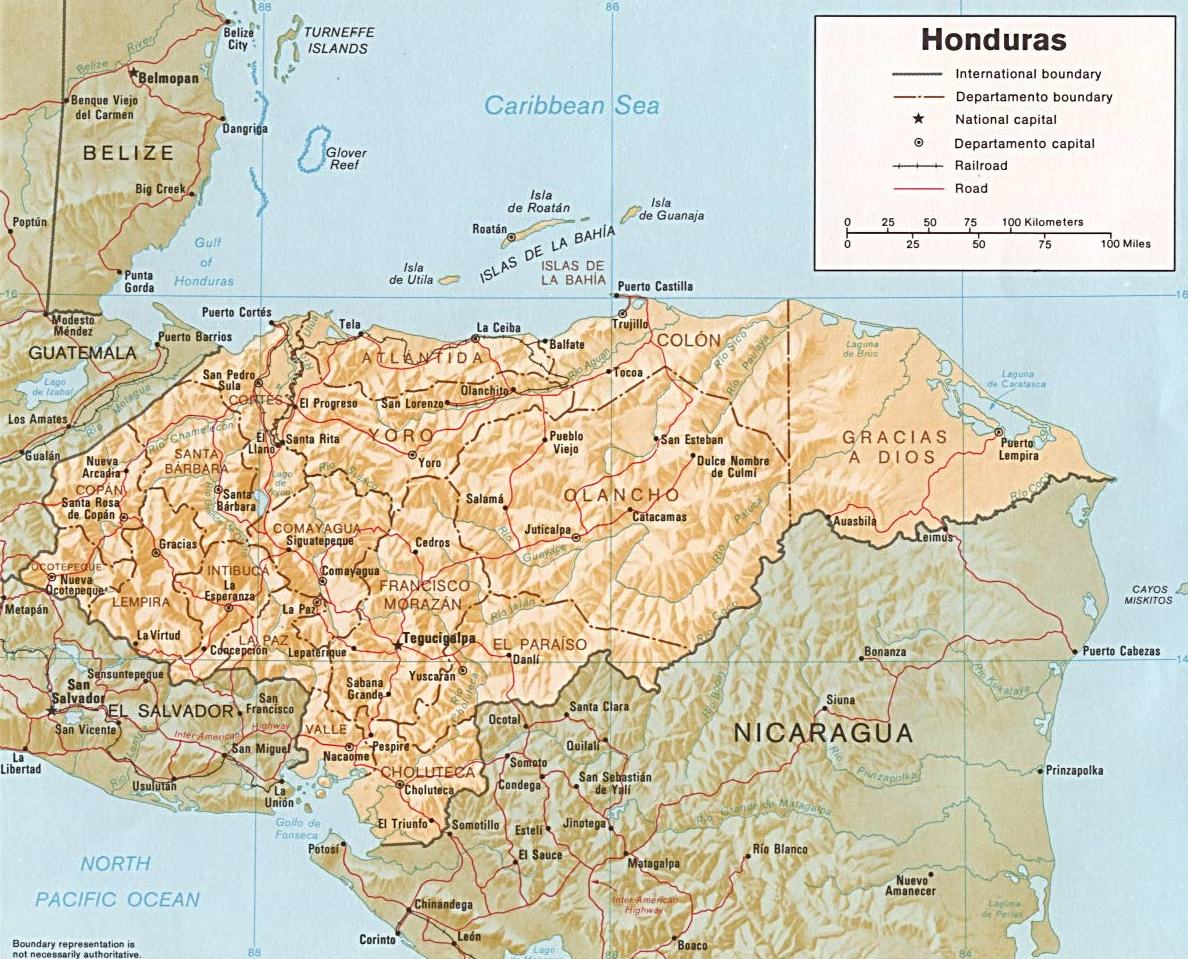
ホンジュラスは典型的なバナナ共和国（1985年）

主に中南米の小国に対して使われることが多いが、広義には同様の状況にある他地域の国家に対して使うこともある。侮蔑的な色合いが濃い。典型的な国としては、ホンジュラスやグアテマラ、パナマなど。
2021年1月6日の2021年アメリカ合衆国議会議事堂襲撃事件に関し、第43代大統領ジョージ・W・ブッシュは「これはバナナ共和国で起こるような事件で、民主主義国家の姿ではない」と非難した。

## 歴史

### アメリカ合衆国による支配
もともとこの言葉が生まれたのは、20世紀初頭の中米で、ユナイテッド・フルーツやドール、デルモンテなどアメリカ合衆国の農業資本企業が、広大なプランテーションを各国に建設し、その資金力で各国の政治を牛耳ったことに由来する。バナナの生産及び輸出には厳密な管理が必要だったため、各社は鉄道や港湾施設など、必要なインフラストラクチャーを自己資金で建設し、さらにバナナビジネスがうまく行くよう、各国の支配者層と結託して自らに有利な状況を維持させ続けた。
また、これらの国々の多くには他にめぼしい産業が育たなかったこともあり、外国の巨大企業に対抗できる勢力はほぼ存在せず、巨大企業、ひいてはそのバックにいるアメリカ合衆国の言いなりになる従属国化の道を歩むこととなった。
最初に「バナナ共和国」と呼ばれ、実際にそれらの企業の影響が最も大きかったホンジュラスでは、ユナイテッド・フルーツ社の経理部長から大統領になった人物もいる。

### 功罪
もともとバナナプランテーション自体はその作物育成上の観点から、中米各国の政治中心が置かれた山間部や高地ではなく、熱帯気候の海や大河に近い平野部に作られる。さらにバナナは傷みやすいため、農園の最寄の港から直接輸出されることが望まれる作物である。そのため、飛地経済を形成し、首都の人間からみた経済の成長や安定にあまり寄与せず、逆にスペイン統治時代からの中心地とは気候、風土の違う地方の経済的発展を促し、ひいては政治的発言権の増大へと繋がった。ただし、そういった地域では、首都周辺の政治勢力よりも先進国の農業企業が大きな力を持つに至り、搾取の代表例としてみなされることも多かった。

### クーデター
冷戦下において、アメリカ合衆国政府やアメリカ企業は自らに不利な（左翼の）政権が出来た場合、時には武力に訴えることもあった。1954年のグアテマラのクーデター（PBSUCCESS作戦）は、農地解放を訴える容共的なハコボ・アルベンス・グスマン左翼政権に対し、ユナイテッド・フルーツ社（UFCO）とアメリカ中央情報局が組んで起こしている。